# Hungry Hungry Hippos
Hungry Hungry Hippos (Hungry Hippos en algunes edicions del Regne Unit o Tragabolas en l'edició espanyola) és un joc de taula fet per jugadors de 2 a 4 anys d'edat, i produït per l'empresa Hasbro, sota la marca de la seva filial Milton Bradley. La idea pel joc va ser publicada el 1967 per l'inventor de joguines Fred Kroll i va ser introduït el 1978. L'objectiu del joc és que cada jugador reculli el màxim de boles possibles amb el seu "hippo" (un model d'hipopòtam de la joguina). El joc està comercialitzat sota l'eslògan "Elefun and Friends", juntament amb Elefun, Mouse Trap i Gator Golf. També ha estat referenciat en El Simpson (1992), Mystery Science Theater 3000, Donnie Darko (2001), Toy Story (2010), My Little Pony: The Movie (2017) and Space Force (2020). I hi ha també un nivell de batalla basat en el joc del 2016 de Micro Machines.

## Mode de joc
El tauler de joc està envoltat de quatre hipopòtams mecànics, de colors i plàstic, accionats per palanques a l'esquena. Quan es prem la palanca, l’hipopòtam obre la boca i estén el cap cap endavant sobre un coll telescòpic. En deixar anar la palanca, el cap baixa i es retrau. Les boles de plàstic de colors són distribuïdes al tauler per cada jugador, i els jugadors premen repetidament la palanca del seu hipopòtam per tal de fer que "mengi" les boles, que viatgen des de sota de l'hipopòtam a una petita àrea de puntuació per a cada jugador. Un cop capturades totes les bales, el jugador que més ha recollit és el guanyador.

## Publicitat
Els anuncis de televisió del joc recordaven una sèrie d’hipopòtams de colors vius que ballaven en una línia de conga i cantaven "Hungry Hungry Hippos!" al ritme. El tema més antic oferia una breu cançó:
| « | (anglès) It's a race, it's a chase, hurry up and feed their face! Who will win? No one knows! Feed the hungry hip-ip-pos! Hungry hungry hippos! (open up and there it goes!) | (català) És una carrera, és una persecució, afanya't i alimenta la cara! Qui guanyarà? Ningú ho sap! Donar de menjar als hip-ip-pos afamats! Hipopòtams famolencs famolencs! (obriu-vos i allà va!) | » |

L’anunci de la dècada dels vuitanta presentava una cançó diferent:
| « | (anglès) If you wanna win the game you've gotta take good aim And get the most marbles with your hippo Playin' Hungry Hungry Hippos Hungry Hungry Hippos | (català) Si voleu guanyar el partit, heu d’observar bé I aconsegueix el màxim de marbres amb el teu hipopòtam Jugant a Hungry Hungry Hippos Hipopòtams famolencs famolencs | » |

A partir del 2009, la cançó de l'anunci és la cançó temàtica Elefun and Friends que apareix als cinc primers anuncis.

## Personatges

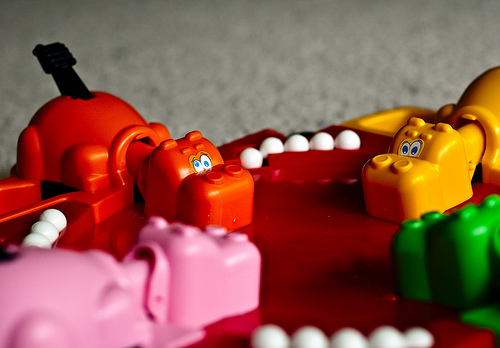
Happy Hippo (rosa), Henry Hippo (taronja), Homer Hippo (verd) i Harry Hippo (groc)

Hi havia quatre hipopòtams a la versió original del joc: Lizzie Hippo (morat), Henry Hippo (taronja), Homer Hippo (verd) i Harry Hippo (groc). Una edició posterior del joc substitueix l'hipopòtam morat, Lizzie, per un de color rosa anomenat Happy. Tot i que aquest passatge indica que hi havia un hipopòtam morat anomenat Lizzie, els jocs amb segell de copyright del 1978 tenen un hipopòtam rosa anomenat Happy. En algunes versions de Hungry Hungry Hippos, Henry és substituït per un hipopòtam blau del mateix nom. L'edició nord-americana del joc a la tardor del 2009 té una base blava més clara amb versions de color pastel dels hipopòtams: Sweetie Potamus (rosa), Bottomless Potamus (groc), Veggie Potamus (verd) i Picky Potamus (taronja). La reedició del 2012 té una base blava una mica més fosca i es remunta a les versions de color regular dels hipopòtams: Sweetie Potamus (blau), Bottomless Potamus (groc), Veggie Potamus (verd) i Hungry Hippo (taronja).

## Videojocs
El 1991, ICE (Innovative Concepts in Entertainment) va crear una versió arcade amb una gran semblança a la versió del joc de taula. La quantitat de boles atrapades es mostrava a la part superior de la màquina per a cada jugador. Com més boles es consumien per cada hipopòtam, més puntuació rebia el jugador de l’hipopòtam.
L'any anterior, Sinclair User va publicar un joc anomenat "Piggy Punks", escrit per Hellenic Software per a ZX Spectrum, que estava inspirat en el joc de taula. El joc mostrava una vista aèria d'un tauler amb quatre porcs, controlats cadascun per un jugador separat, en lloc dels quatre hipopòtams.

## Adaptació cinematogràfica
El 2012, l'estudi de cinema Emmett / Furla Films va anunciar que treballava en una adaptació cinematogràfica d’animació de Hungry Hungry Hippos, juntament amb Monopoly i Action Man. La trama de la pel·lícula i altres detalls es mantenien en secret. La producció inicialment estava prevista per començar a principis del 2016.

## Torneigs
Rogue Judges, un grup de jutges voluntaris de Gen Con, va organitzar un "Primer Campionat Mundial de Hungry Hungry Hippos World Championship" a l'agost del 2015 i des d'aleshores han continuat celebrant-ne un a l'Indiana Convention Center.
Un torneig de Hungry Hungry Hippos Tournament també es va organitzar a Smash the Record 2017.